# Governatorato
Il termine governatorato indica sia la carica di governatore, ovvero la durata del mandato stesso, sia il territorio sottoposto alla sua giurisdizione.

## Esempi

### Storici
- La gubernija (solitamente tradotto con governatorato) fu la suddivisione amministrativa di base dell'Impero russo (1708-1917)
- Governatorato di Roma nell'Italia fascista (1925-1945)
- Governatorato Generale per la Polonia della Germania nazista (1939-1945)
- Governatorato della Dalmazia nell'Italia fascista (1941-1943)
- Governatorati della Libia (1963-1983)

#### Impero spagnolo
Nell'Impero spagnolo, le gobernaciones erano una divisione amministrativa, più o meno analoga a una provincia direttamente sotto il livello dell'Audiencia o della Capitaneria generale, e il governo in aree direttamente sotto l'amministrazione di questo. I poteri e i doveri di un governatore erano identici a quelli di un corregidor, ma un governatore amministrava un'area più grande o più prospera.

### Attuali
Il termine governatorato (traduzione dell'arabo muhafazah) è ampiamente utilizzato per indicare l'unità amministrativa di primo livello in svariati Paesi arabi (eccetto in Arabia Saudita, dov'è l'unità di secondo livello).
Tutti i seguenti sono detti muhafazah in arabo (eccetto in Tunisia, dove sono detti wilaya).
- Governatorati dell'Arabia Saudita
- Governatorati del Bahrein
- Governatorati dell'Egitto
- Governatorati della Giordania
- Governatorati dell'Iraq
- Governatorati del Kuwait
- Governatorati del Libano
- Governatorati dell'Oman
- Governatorati della Siria
- Governatorati dello Stato di Palestina
- Governatorati della Tunisia
- Governatorati dello Yemen

### Città del Vaticano
Diversa è la natura del Governatorato dello Stato della Città del Vaticano, che è l'organismo che esercita il potere esecutivo, in vece del Papa, nello Stato della Città del Vaticano.